# مشتى الغالي (زكوطة)
مشتى الغالي هي إحدى مشيخات المملكة المغربية، تتبع جغرافيا لإقليم سيدي قاسم وإداريًا لزكوطة. يقدر عدد سكانها بـ 3538 نسمة حسب الإحصاء الرسمي للسكان والسكنى لسنة 2004.